# Jabłko (zbiór opowiadań)
Jabłko (ang. The Apple) – zbiór opowiadań australijskiego autora Michela Fabera wydana w 2006 roku.

## Fabuła, czas i miejsce akcji
Jabłko jest to zbiór siedmiu opowiadań traktujących o losach postaci znanych z bestsellerowej powieści autora Szkarłatny płatek i biały. W większości opowiadają o losach prostytutek żyjących w Londynie czasów Epoki Wiktoriańskiej z różnych punktów widzenia. 
Jak zapewnia autor w przedmowie, opowiadania nie są wyjaśnieniem, co stało się z bohaterami Szkarłatnego płatka po jej zakończeniu. Opowiadania wnoszą jednak nowe fakty w znane do tej pory biografie bohaterów.
Opowiadania rozgrywają się w różnych latach, w większości w XIX wieku, zarówno przed czasem akcji Szkarłatnego płatka (1874-1876) jak i po nim. Jedno z nich rozgrywa się u schyłku XX wieku. 

### Boże Narodzenie na Silver Street
Jest pierwszy dzień Świąt Bożego Narodzenia 1872 roku. 16-letnia prostytutka imieniem Sugar nie czuje atmosfery świąt, gdy budzi się rano w lokum domu publicznego pani Castaway. Przychodzi do niej posługiwacz, młody chłopak imieniem Christopher, który pyta ją czemu ludzie obchodzą Święta. Sugar postanawia wyjść na zakupy i wręczyć chłopakowi bożonarodzeniowe prezenty.
Opowiadanie zostało wydane po raz pierwszy w 2002 roku na łamach gazety Sunday Herald.

### Clara i pan Szczur
Prostytutka Clara napotyka na ulicy nietypowego klienta, pana Heatona. Płaci on jej co tydzień jednego szylinga tylko za to, żeby zapuszczała paznokieć u środkowego palca prawej dłoni. Po półtora miesiąca płaci jej, by wybrała się z nim do baru, gdzie odbywają się zakłady o to, który pies zagryzie największą ilość szczurów w najkrótszym czasie. Clara wybiera się w nieznane do tej pory dla niej zakątki Londynu, by spełnić perwersyjne wymagania swego klienta.
Akcja powieści rozgrywa się prawdopodobnie w 1879 roku - pan Heaton opowiada, że rok temu wyruszył do Afganistanu na wojnę (II wojna brytyjsko-afgańska), która wybuchła w 1878 roku.

### Czekoladowe serduszka z nowego świata
Czas akcji opowiadania to lata 50. XIX wieku. Doktor James Curlew dowiaduje się, że jego nastoletnia córka Emmeline pisuje z ludźmi z różnych zakątków świata, głównie Ameryki Północnej. Gdy do domu przybywa bombonierka nadana ze stanu Georgia rozmyśla już nad swymi przyszłymi wnukami - wcześniej zamartwiał się o to, że jego córka nie znajdzie małżonka. Okazuje się jednak, że bombonierki wraz z listem są odpowiedzią na prośby Emmeline dotyczące uwolnienia niewolników.
Opowiadanie zostało po raz pierwszy wydane w 2003 roku przez wydawnictwo Harcourt Brace.

### Jak panu Bodleyowi dokuczyła mucha
Phillip Bodley przychodzi sam - bez swojego nieodłącznego przyjaciela Edwarda Ashwella - do burdelu pani Treiman. Jednakowoż, nie przychodzi jak zwykle na płatny seks, lecz po to, by wyżalić się burdelmamie, iż wszelkie uciechy cielesne przestały się dla niego liczyć. Nie chce się nawet skusić na dwie dziewczyny pani Treiman, w tym nowo nabytej azjatki Lily.
Pan Bodley jest wspomniany w opowiadaniu jako wydawca, a więc akcja opowiadania odgrywa się już po wydarzeniach opisanych w powieści Szkarłatny płatek i biały, gdzie dopiero pod koniec jej akcji założył z Ashwellem wydawnictwo.

### Jabłko
Nieletnia prostytutka Sugar budzi się rano w złym humorze. Pod jej domem śpiewa ewangelizatorka, chcąca śpiewem nawrócić ubogich mieszkańców West Endu.

### Lekarstwo
Jest rok 1891. Schorowany i przedwcześnie postarzały William Rackham ma atak gorączki. Próbuje się wyleczyć lekarstwami, które zawierają narkotyki w składzie, przez co dostaje ataku halucynacji. Wydarzenia sprzed 15 lat powracają do niego i wpędzają w rozpacz. Wciąż nie może się pogodzić z samobójczą śmiercią żony i tym, że dał się omamić prostytutce Sugar, która uprowadziła jego córkę. Pomimo powtórnego małżeństwa z Constance Bridgelow, nie spłodził kolejnych potomków i nie wie nawet, czy nie posiada już wnuków. Nie wie nawet czy jego córka w ogóle żyje. Próbuje odpisać na liczne listy handlowców, którzy rezygnują z kolejnego zakupu perfum od jego podupadającej firmy. Z ataku gorączki ratuje go wierna służąca Letty i jego żona.

### Chmara kobiet w wielkich kapeluszach
W roku 1908 siedmioletni Henry niespodziewanie wyprowadza się z domu w Australii wraz z matką Sophie i ojcem i ciocią Primose do Londynu. Tam doznaje szoku kulturowego, gdyż życie w centrum Imperium Brytyjskiego a na prowincji jest zdecydowanie inne, podobnie jak różne są w obu krajach obyczaje i normy społeczne. Jego rodzice walczą o prawa kobiet. W tym samym roku młody Henry bierze udział w doniosłej manifestacji na ulicach Londynu.
Również w tym okresie dowiaduje się nieco o przeszłości swojej matki, której do tej pory nie znał. Poznaje dom, w którym urodziła się Sophie, a w którym nikt już nie pamięta nazwiska Rackham. Dowiaduje się też, że jego matka została porwana przez niejaką pannę Sugar, z którą spędziła przynajmniej kolejne 10 lat życia podróżując.
opowiadanie pisane jest jako wspomnienie głównego bohatera, pisane w 1993 roku w obliczu rychłej śmierci głównego bohatera.

## Bohaterowie

### Znani z powieściSzkarłatny płatek i biały
- Sugar (ur. 1856) - prostytutka, córka swej stręczycielki pani Castaway, główna bohaterka powieści Szkarłatny płatek i biały. Pomimo że nie otrzymała żadnego wykształcenia, sprawia wrażenie osoby inteligentnej. Nie jest zbyt kobieca, lecz ma opinię prostytutki znającej się bardzo dobrze na swym fachu. Występuje w opowiadaniu Boże Narodzenie na Siler Street i Jabłko jako główna bohaterka, jest też wspomniana w kilku pozostałych opowiadaniach.

Z opowiadań dowiadujemy się, że przynajmniej przez kolejne 10 lat podróżowała z Sophie, porwaną córką swojego kochanka Williama Rackhama. Nieznane są jej dalsze losy ani to, czym zajmowała się na swej emigracji.
- William Rackham - występuje w opowiadaniu Lekarstwo jako przedwcześnie postarzały i schorowany człowiek. Jego imperium perfum Rackham perfumieries w 1891 roku przedstawione jest jako upadające. Nie może pogodzić się przeszłością. Z perspektywy lat myśli o Agnes, swej pierwszej żonie jako jedynej kobiecie, którą naprawdę kochał. O Sugar myśli jako kobiecie, która złamała jego życie i rozbiła jego rodzinę z zimną krwią. W 1908 roku prawdopodobnie już nie żyje. Jego córka Sophie, powróciwszy do Londynu, nie odnajduje perfum sygnowanych nazwiskiem ojca w żadnym sklepie, nikt nawet o nich nie słyszał. Obecni właściciele posiadłości Williama Rackhama nie wiedzieli nawet, że kiedykolwiek on tu mieszkał.

- Sophie - jedna z głównych bohaterek opowiadania Chmara kobiet w wielkich kapeluszach. W 1908 roku emigruje z Australii do Londynu, by rozpocząć działania w towarzystwie Suwrażystek walczących o prawa kobiet. Ma męża – artystę malarza i syna Henry'ego. Żyje razem z niejaką panią Primose, nazywaną przez jej syna ciotką. Przypuszczalnie może tworzyć wraz z nią i mężem Ménage à trois.

Z jej wspomnień wynika, iż decyzję o zostaniu suwrażystką podjęła już jako 5-letnia dziewczyna podczas podróży karetą, opisaną w powieści Szkarłatny płatek i biały. Wspomina, że do 15. roku życia pozostawała z Sugar, a wtedy zaczęła się buntować przeciwko niej.
- Constance Rachkam - w opowiadaniu Lekarstwo występuje jako druga żona Williama. Ich związek nie jest oparty na miłości, raczej na względach towarzyskich. Constance zajmuje się prowadzeniem życia towarzyskiego w domu Rackhamów. Dla Williama jest opiekuńczą, chociaż nie czułą żoną. Przypuszczalnie zdradza go z niejakiem panem St Johnem.

- Christopher - urodzony w latach 60. XIX wieku chłopiec, blondyn o niewinnym wyglądzie. Prawdopodobnie syn jednej z prostytutek pracujących u pani Castaway - Sugar wspomina swą przyjaciółkę Amy Howlett jako jego potencjalną matkę. Od bardzo wczesnego wieku pracuje jako posługiwacz w jej domu uciech. Występuje w opowiadaniu Boże Narodzenie na Silver Street.

- Clara - prostytutka pracująca w domu publicznym pani Porter, w powieści Szkarłatny płatek i biały występowała jako służąca w posiadłości Williama i Agnes Rackham. Z opowiadania Clara i pan Szczur dowiadujemy się, że została zwolniona w 1876 roku i przez 3 lata nie mogła znaleźć pracy, aż została kobietą upadłą.

- Emmeline Curlew - główna bohaterka opowiadania Czekoladowe serduszka z nowego świata. Przedstawiona w nim jest jako nastoletnia panna. Wymienia korespondencję z amerykańskimi właścicielami niewolników, w których prosi ich o zaprzestanie tej działalności.

- James Curlew - bohater opowiadania Czekoladowe serduszka z nowego świata. Już w czasie trwania akcji opowiadania wdowiec. Martwi się o swoją córkę, że z powodu swej męskiej urody i zapatrywań konserwatywno-religijnych nie odnajdzie męża. W opowiadaniu Lekarstwo William wspomina, że nadal prowadzi praktykę lekarską, pomimo bardzo podeszłego wieku (ok. 80 lat).

- Phillip Bodley - dawny przyjaciel Williama, z którym w czasie akcji opowiadania Jak panu Bodleyowi dokuczyła mucha nie ma już do czynienia. Wydawca, wspólnik swego partnera rozpusty Edwarda Ashwella. Przeżywa kryzys osobisty, nie chce już dłużej korzystać z usług prostytutek czy pić alkoholu, przerażony wizją śmierci i zapomnienia.

- Letty - pokojówka Williama, pracuje u niego już przeszło dwadzieścia lat. Występuje w opowiadaniu Lekarstwo.

- Rose - kucharka wspomniana w opowiadaniu Lekarstwo. Została zwolniona po kilku latach służby.

- Agnes Rackham - pierwsza żona Williama. Jej mąż wspomina ją w opowiadaniu Lekarstwo jako jedyną istotę, którą naprawdę kochał. Widok jej martwego ciała męczy go nawet po 15 latach - Agnes popełniła samobójstwo przez utopienie się w Tamizie.

### Niewystępujący w powieściSzkarłatny płatek i biały
- Henry - syn Sophie i wnuk Williama Rackhama, choć nie jest tego świadomy. Urodził się w 22 stycznia 1901 roku, a więc w dniu śmierci królowej Wiktorii i pierwszym dniu epoki edwardiańskiej. Przez pierwsze 7 lat życia mieszkał w Australii wraz z rodzicami i ciotką Primose, następnie przeprowadził się do Londynu. Był świadkiem wielkiego marszu suwrażystek w 1908 roku. Swe imię otrzymał prawdopodobnie po dziadku ciotecznym Henrym, którego Sophie dobrze wspomina i zachowała biblię podpisaną przez niego a podarowaną jej gdy była dzieckiem. Jest to też imię jego pradziadka.

Narrator opowiadania Chmara kobiet w wielkich kapeluszach. Swe wspomnienia pisze w 1993 roku, chcąc zdążyć przed swą rychłą śmiercią. Pisze, że z wiekiem stał się prawdziwym brytyjczykiem, pomimo iż w młodości doznał szoku kulturowego po pojawieniu się w Londynie.
- Gilbert - artysta malarz, specjalizujący się w malowaniu akt. Mąż Sophie i ojciec Henry. Popiera ruch sufrażystek, bierze nawet udział w ich marszu. Jak na epokę edwardiańską, żyje zupełnie wbrew powszechnie przyjętym obyczajom.

- Primose - nazywana przez Henry'ego ciocią, prawdopodobnie kochanka Sophie. Jest od niej około 5 lat starsza (ur. ok. 1863). Żyje, a nawet ubiera się wbrew powszechnie przyjętym obyczajom (nosi m.in. męskie garnitury), obrończyni praw kobiet.

- Pan Heaton - nazywany przez Clarę panem Szczurem. Weteran II wojny afgańskiej, z której powrócił z licznymi ranami i bliznami. Hoduje psy na zakłady, który z nich więcej zabije szczury w jak najkrótszym czasie. Ma skłonności perwersyjne - podnieca go penetracja odbytu.

- Pani Treiman - stręczycielka, szczyci się wysokim standardem usług świadczonych przez swoje prostytutki. Jej stałym klientem jest pan Bodley. Występuje w opowiadaniu Jak panu Bodleyowi dokuczyła mucha, w którym rozmawia z nim o jego kryzysie poglądów.

- Lily - naprawdę nazywa się Ping albo Pang, została tak nazwana przez Panią Treiman, u której pracuje jako prostytutka. Z pochodzenia jest azjatką i dopiero uczy się angielskiego. Występuje w opowiadaniu Jak panu Bodleyowi dokuczyła mucha. Pochodzi z Malajów.

- Betty - prostytutka wspomniana w opowiadaniu Jak panu Bodleyowi dokuczyła mucha. Została zwolniona z powodu choroby wenerycznej.

- Ewangelizatorka - nieznana z imienia kobieta, która irytuje Sugar swym śpiewem i nawoływaniem do pobożności w opowiadaniu Jabłko. Jest z nią też mała dziewczynka, przypuszczalnie córka, która nie jest zadowolona z tego gdzie się znajduje i co robi jej matka.

- Pan St John - dżentelmen, który codziennie bywa u pani Constance Rackham. Prawdopodobnie jej kochanek. Wspomniany w opowiadaniu Lekarstwo.